# Bourse de Neuchâtel
La bourse de Neuchâtel, créée le 5 avril 1905 et disparue le 1er juillet 1991, était une bourse régionale suisse, située à Neuchâtel. Constituée sous la forme d'une association à but non lucratif, elle permettait aux banques et aux investisseurs de s'échanger des actions et des obligations d'entreprises suisses, souvent locales.

## Histoire

### Origines
Avant la création de la bourse de Neuchâtel, une première initiative voit le jour dans la ville vers 1860, lorsque des commerçants et des banquiers locaux fondent la « réunion commerciale » où s'échangent des titres financiers, des effets de commerce et des devises en plus des marchandises traditionnelles. Les réunions se tiennent à l'hôtel de ville et les prix des titres sont publiés dans la presse locale. L'initiative se poursuit pendant plusieurs décennies mais donne parfois lieu à des écarts d'appréciation entre les cours de négoce et les cotations publiées par les banques, induisant des réclamations. La réunion commerciale est alors réorganisée et donne lieu à la naissance d'une bourse locale.
La bourse de Neuchâtel est ainsi créée le 5 avril 1905 dans les bureaux de la banque Berthoud & Cie. Prenant la forme d'une association à but non lucratif, elle regroupe outre la sus-nommée les dix autres établissements bancaires alors présents dans la ville : la Banque commerciale neuchâteloise, la Caisse d'Epargne, le Crédit foncier neuchâtelois, Bovet et Wacker, DuPasquier, Montmollin & Cie, G. Nicolas & Cie, Perrot & Cie, Pury & Cie, Bonhôte & Cie. La bourse est alors située dans l'immeuble de l'Union commerciale, rue du Coq-d'Inde. Les statuts de l'association définissent trois organes de décision et de contrôle : l'assemblée générale, le comité (constitué d'un président, d'un vice-président et d'un secrétaire élus pour une durée d'un an, désignés selon un roulement) et le contrôleur des comptes.
À la bourse de Neuchâtel s'échangent des actions et des obligations suisses, souvent émises par des entreprises locales. Parmi les actions cotées se trouvent initialement celles de la banque du Locle, des Laits salubres, du Funiculaire Ecluse Plan, des usines Martini ou encore de la fabrique de moteurs Zédel. Du côté des obligations, la bourse locale permet d'acheter et vendre des emprunts de la Confédération suisse (dette souveraine), du canton et des communes. On y trouve également des obligations d'entreprises, notamment émises par des grandes banques, des entreprises d'électricité et des sociétés commerciales. Pendant une courte période, la bourse de Neuchâtel permet de traiter des valeurs étrangères, dont la cotation est rapidement abandonnée, parmi lesquelles se trouvent les Lots allemands, la Fabrique de céruse et couleurs de Gênes, ou encore les Chemins de fer Lombard-Sud d'Autriche.
Les cotations sont publiées à partir du 14 avril 1905 dans la Feuille d'avis de Neuchâtel puis, au cours des années suivantes, sont également reprises dans d'autres journaux locaux. Les séances de cotations sont d'abord bihebdomadaires puis, à partir de 1926, deviennent quotidiennes en semaine entre 9h30 et 9h45, juste avant l'ouverture des grandes bourses du pays,.

### Développement
Au cours de ses 86 années d'existence, la bourse de Neuchâtel reste une entité relativement petite,. Les entreprises qui composent la cote du marché des actions sont peu nombreuses et restent longtemps les mêmes au fil des décennies.
En 1926, la cote se compose ainsi d'une quinzaine d'entreprises, comprenant notamment la Banque Nationale, le Crédit foncier de Neuchâtel, la société d'assurance La Neuchâteloise, les Câbles électriques de Cortaillod, les tramways de Neuchâtel, Edouard Dubied & Cie dans le secteur textile, ou encore les établissements Perrenoud, spécialistes du décolletage. En 1959, la bourse de Neuchâtel se compose toujours d'une quinzaine d'actions cotées, l'ensemble des établissements précédemment cités étant toujours présents, auxquels s'ajoutent notamment la Société de navigation sur les lacs de Neuchâtel et Morat. En 1968, la cote du marché actions se compose de 13 valeurs toujours semblables : parmi la liste des entreprises citées, seuls les établissements Perrenoud ont été retirés. La bourse de Neuchâtel connaît par la suite une certaine expansion : à la fin des années 1980, le nombre de titres cotés atteint 38 actions de sociétés locales et 205 obligations d'entreprises et d'entités publiques.
Le chiffre d'affaires réalisé par la structure associative de la bourse de Neuchâtel atteint 9 millions de francs en 1978, 17 millions en 1984, 15 millions en 1988 et jusqu'à 22,5 millions en 1989, avant de chuter à 6 millions en 1990.
À l'occasion du 75e anniversaire de cette bourse, fêté le 27 mars 1980, un hommage particulier est rendu à la Banque Bonhôte et à la BCN, qui restent alors les deux seules maisons fondatrices de la bourse de Neuchâtel encore en activité parmi les onze initiatrices.

### Fermeture
Au tournant des années 1980 et 1990, l'informatisation et la centralisation des cotations boursières pousse les grandes banques à s'éloigner de la bourse de Neuchâtel en réorientant leurs activités vers Genève, Bâle et Zurich dont les volumes d'activité sont bien plus conséquents,. L'avenir de la bourse de Neuchâtel se trouve alors compromis.
Lors de l'assemblée générale ordinaire du 20 avril 1990, le président Gilles DuPasquier, sous-directeur de l'Union des Banques Suisses, lance une réflexion générale pour déterminer quelles seraient les conséquences et les difficultés posées par une cessation d'activité de la bourse de Neuchâtel vis-à-vis des membres de l'association, et quelles solutions pourraient alors être envisagées par les entreprises exclusivement cotées à Neuchâtel. Une commission est créée pour étudier ces différents points. Une idée apparaît pour transformer la place de Neuchâtel en bourse suisse dédiée aux PME, inspirée du « second marché » créé en France et au Royaume-Uni, mais le projet ne trouve pas suffisamment d'appui pour être mis en œuvre. La bourse de Neuchâtel ferme par la volonté centralisatrice des grandes banques le 1er juillet 1991.
Cette fermeture s'inscrit dans un contexte plus vaste de mise à l'arrêt des bourses régionales suisses, la bourse de Saint-Gall ayant fermé le 31 mars 1991 et la bourse de Berne le 30 juin 1991. La bourse de Lausanne cesse ses activités à la même période, au profit des trois places boursières de Zurich, Genève et Bâle qui fusionnent en 1995-1996 pour donner naissance au SWX Swiss Exchange.